# Above and Beyoncé: Video Collection & Dance Mixes
Albums de Beyoncé Knowles
I Am... Sasha Fierce
(2008) 4
(2011)
Above and Beyoncé – Video Collection & Dance Mixes est un album remix et vidéo de la chanteuse américaine de R&B Beyoncé Knowles. Composé de deux disques, l'album c

## Composition et sortie
Above and Beyoncé est composé de deux disques. Le premier contient les clips de six singles de son album studio de 2008, I Am... Sasha Fierce : If I Were a Boy, Single Ladies (Put a Ring on It), Diva, Halo, Broken-Hearted Girl et Ego. Il contient également un montage « fan exclusive » de la vidéo de Ego et un making-of des tournages des vidéos. Le second disque présentes des remixes electronica et dance des chansons ainsi que le sixième single de l'album, Sweet Dreams. Un mix de Ego avec un couplet rap de Kanye West clôt l'album.
Le 15 juin 2009, le making-of est diffusé dans Access Granted de Black Entertainment Television. La vidéo alternative d'Ego est diffusé juste après.
La pochette de Above and Beyoncé est aperçue dans le magazine People en mai 2009. L'album est d'abord sorti exclusivement dans les magasins Walmart et chez J&R, le 16 juin 2009. Les mixes dance uniquement étaient disponibles en format MPEG-1/2 Audio Layer 3 chez Amazon.com le 16 juin, et l'album entier sort sur le magasin en ligne le 3 novembre 2009. L'iTunes Store commence à vendre les remixes, le 1er février 2010.

## Réception
Andy Kellman de AllMusic appelle l'album « un bel ensemble pour les fans dévoués fans qui n'ont pas déjà déboursé pour tous les mixes » et y donne trois étoiles sur cinq. Above and Beyoncé débute à la 36e place du Billboard 200 le 4 juillet 2009 en vendant 14 000 exemplaires cette semaine-là. Il prend plus tard la 35e position et passe 14 semaines dans le classement,. Dans le Billboard Top R&B/Hip-Hop Albums, Above and Beyoncé débute et prend la 33e place et passe 43 semaines dans le classement et dans le classement Dance/Electronic Albums, l'album débute à la seconde place derrière The Fame de Lady Gaga. Il passe un total de 48 semaines dans ce classement dont 24 semaines dans le top dix. Above and Beyoncé se classe à la neuvième position du classement de fin d'année Dance/Electronic Albums en 2009 et à la 21e place en 2010.

## Liste des pistes
Disque unCollection de vidéos
Les réalisateurs sont notés entre parenthèses.
1. If I Were a Boy (Jake Nava) : 5:06
2. Single Ladies (Put a Ring on It) (Jake Nava) : 3:19
3. Diva (Melina Matsoukas) : 4:06
4. Halo (Philip Andelman) : 3:45
5. Broken-Hearted Girl (Sophie Muller) : 4:40
6. Ego (remix avec Kanye West) (Beyoncé Knowles, Frank Gatson Jr.) : 4:53
7. Ego (Fan Exclusive) (Beyoncé Knowles, Frank Gatson Jr.) : 3:57
8. Behind The Scenes: The Videos (Ed Burke) : 19:02
9. Crédits : 0:30

Disque deuxMixes dance
1. If I Were a Boy (Maurice Joshua Mojo UK Remix) : 6:29
2. Single Ladies (Put a Ring on It) (DJ Escape & Tony Coluccio Remix – Club Version) : 6:57
3. Diva (Karmatronic Club Remix) : 5:08
4. Halo (Dave Audé Club Remix) : 8:55
5. Broken-Hearted Girl (Catalyst Remix) : 4:46
6. Ego (OK DAC Remix) : 6:29
7. Sweet Dreams (Harlan Pepper & AG III Remix) : 6:43
8. Ego (Remix avec Kanye West) : 4:44

## Crédits
Voici les crédits pour Above and Beyoncé, donnés par AllMusic:
| - Kory Aaron – assistance - Damien Alexander – A&R - Phillip Andelman – direction - Dave Audé – production, remix - Babyface – écriture - Christian Baker – assistance - Bangladesh – écriture - Tim Blacksmith – management - Evan Bogart – écriture - Ed Burke – direction - Domenic Capello – mixage - Jim Caruana – ingénierie, ingénierie vocale - Fusako Chubachi – direction artistique - Tony Coluccio – remixage - Tom Coyne – mastering - James Cruz – mastering - Kim Dellara – production exécutive - DJ Escape – remixage - The-Dream – écriture - Stargate – ingénierie, instrumentation, écriture - Jens Gad – tambours - Toby Gad – arrangement, ingénierie, production, instrumentation, écriture - Tim Gant – clavier - Sean Garrett – écriture - Alan Gordon – ingénierie - Matt Green – assistance - Kuk Harrell – ingénierie, écriture - Matt Hennessy – ingénierie - Ty Hunter – styliste - Jim Jonsin – production - Maurice Joshua – remixage - Grant Jue – production - Chris Kantrowitz – production exécutive | - Anthony Kilhoffer – ingénierie vocale - Kimberly Kimble – coiffure - Juli Knapp – artistes et répertoire - Beyoncé Knowles – production exécutive, production, écriture, chant, production vocale - Mathew Knowles – production exécutive - Tina Knowles – consultante créative - Melissa Larsen – production - Harold Lilly – production, écriture - Peter Lindbergh – photographie - Rico Love – production, écriture, chant, production vocale - Philip Margiziotis – cor d'harmonie - Melina Matsoukas – réalisation - Jake McKim – artistes et répertoire - Michael Paul Miller – assistance - Sophie Muller – réalisation - Jake Nava – réalisation - Jeff Pantaleo – production exécutive - Dave Pensado – mixage - James Scheffer – écriture - Hagai Shaham – production - Mark "Spike" Stent – mixage - Christopher Stewart – écriture - Ryan Tedder – arrangement, ingénierie, instrumentation, production, écriture - Francesca Tolot – maquillage - Lidell Townsell – clavier - Jennifer Turner – marketing - Randy Urbanski – assistance - Miles Walker – ingénierie - Wayne Wilkins – production, écriture - Elvis Williams – écriture - Dontae Winslow – trompette - John Winter – production - Andrew Wuepper – assistance |

## Classements
| Classement (2009)                 | Meilleiure position |
| --------------------------------- | ------------------- |
| Billboard 200                     | 35                  |
| Billboard Dance/Electronic Albums | 2                   |
| Billboard Top R&B/Hip-Hop Albums  | 23                  |

| Classement                               | Position |
| ---------------------------------------- | -------- |
| Billboard Dance/Electronic Albums (2009) | 9        |
| Billboard Dance/Electronic Albums (2010) | 21       |